# 薩米奧普拉島

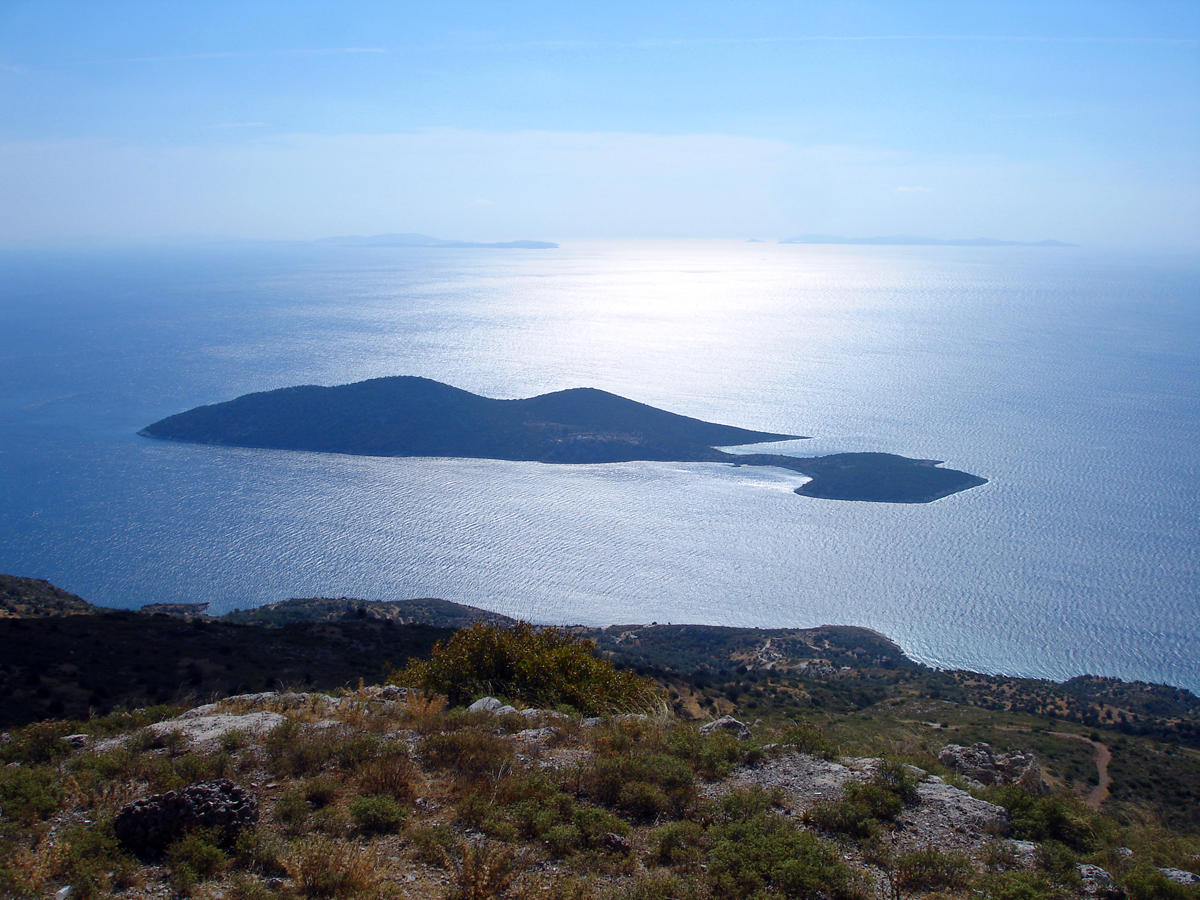

薩米奧普拉島是希臘的島嶼，位於愛琴海，距離薩摩斯島0.5公里，由北愛琴大區負責管轄，長2.15公里、寬0.7公里，面積1.018平方公里，最高點海拔高度153.2米，2001年人口僅5人。

## 外部連結
- Map of Samos Showing Samiopoula Choiseul Gouffier,"Voyage pittoresque de la Grece, 1782, vol I"
- Official website of Municipality of Pythagoreio （希腊文）